# Русановка (Сумская область)
Русановка (укр. Русанівка) — село, Русановский сельский совет, Липоводолинский район, Сумская область, Украина.
Код КОАТУУ — 5923285201. Население по переписи 2001 года составляло 1134 человека.
Является административным центром Русановского сельского совета, в который, кроме того, входит село Рубаново.

## Географическое положение
Село Русановка находится на берегу реки Хорол в месте впадения в неё реки Ольшана, выше по течению на расстоянии в 3,5 км расположен пгт Липовая Долина, ниже по течению на расстоянии в 2 км и на противоположном берегу расположено село Лучка. Река в этом месте извилистая, образует лиманы, старицы и заболоченные озёра.

## История
- Село основано во второй половине XVII века.
- Самый старый документ о Русановке в Центральном Государственном Историческом Архиве Украины в городе Киеве это метрическая книга (смерти) за 1722 год.[2]

## Происхождение названия
Название села Русановка происходит от фамилии казака Русанова, который основал поселение на правом берегу реки Хорол, протекающая в этой местности. Древнейшее известное название села — Куров Брод, но употреблялось и название Разановка. Возникновение села относится к середине XVII века.

## Экономика
- Молочно-товарная ферма.
- «Козак», агрофирма, ООО.

## Объекты социальной сферы
- Детский сад.
- Школа.

## Религия
- Церковь Святого Николая Чудотворца.

## Известные люди
- Новиченко Леонид Николаевич (1914—1996) — советский литературовед, критик, член-корреспондент АН УССР, секретарь СП СССР, родился в селе Русановка.
- Курило Кирилл Павлович (1924—1990) — украинский художник.